# 世界最小公园
世界最小公園是位於靜岡縣駿東郡長泉町的一座公園。

## 現況

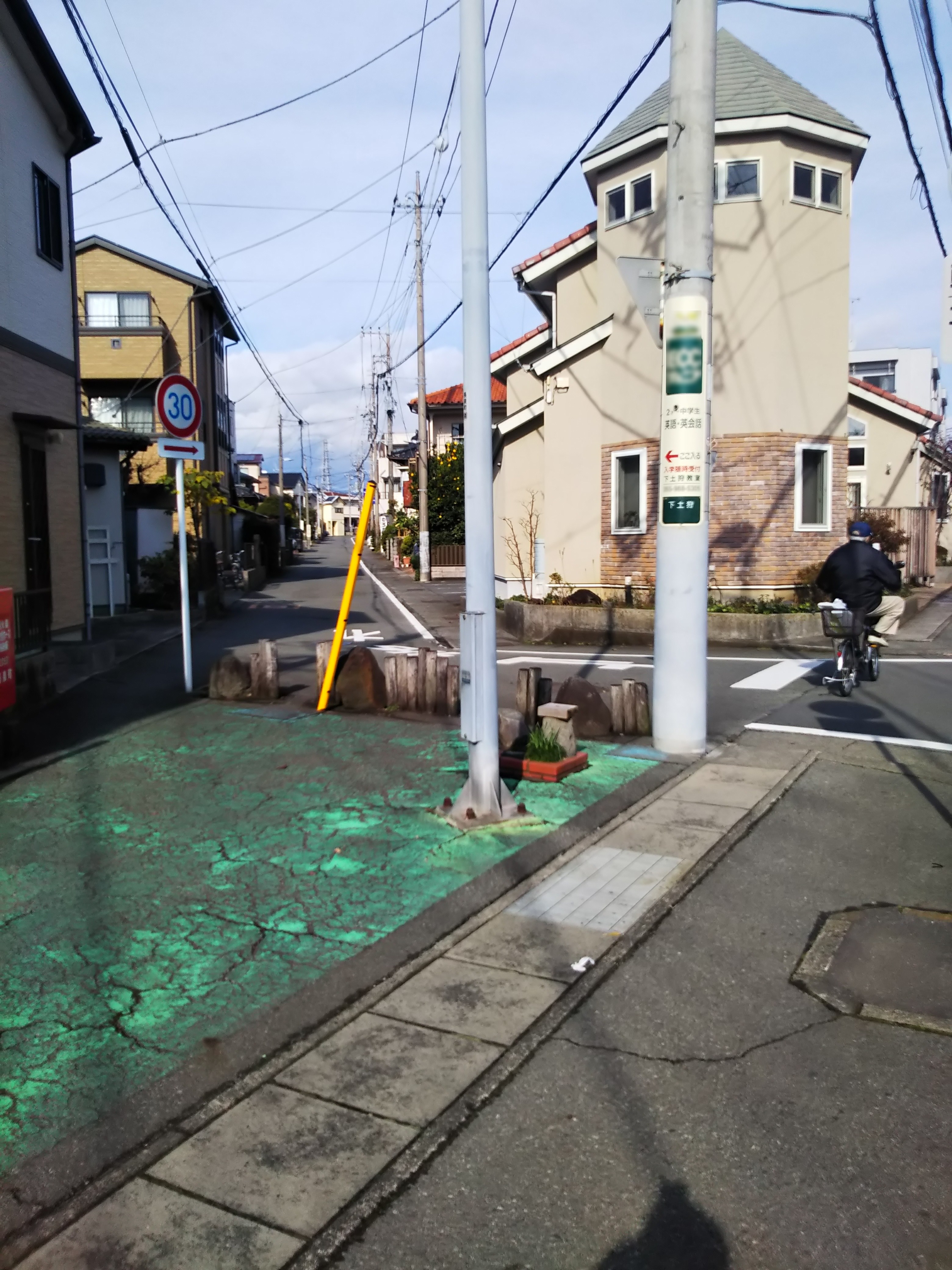
該公園位於長泉中央街與一條小巷分岔口那容易被忽略的狹小空間中。

1988年，利用道路建設時的餘裕空間而設立。該公園位於由磚塊圍繞的50公分見方的區域內，設有小型木凳設有小型、刻有花卉圖案的黑色石牌以及少量綠色植栽。
曾以世界最小公園著稱並登錄於金氏世界紀錄的美國波特兰的磨坊盡頭公園，為直徑2英尺（約61公分）的圓形，而該公園則比其更為狹小。
由於長泉町曾認為嚴格來說該地並非公園，而是道路設施的一部分，過去無意向金氏世界紀錄認證；自2024年起，該地正式改建為公園，並啟動了爭取金氏世界紀錄認證的專案。
申請所需費用約為250萬日元，資金則透過故鄉納稅制度募集。  在2025年1月進行測量時，地積為0.24平方米。基於此，該町正式公告稱該地為公園，獲得金氏世界紀錄認證後，同年2月25日於長泉町公所舉行了認證證書頒發儀式。